# USS LST-16
O USS LST-16 foi um navio de guerra norte-americano da classe LST que operou durante a Segunda Guerra Mundial.